# Victor Louis
Victor Louis, cuyo nombre completo era Louis-Nicolas Louis (París, 10 de mayo de 1731-ibídem, 2 de julio de 1800) fue un arquitecto francés de estilo neoclásico del siglo XVIII. 

## Biografía
En 1755, ganó el Premio de Roma, otorgado por la Academia Francesa que otorgaba una beca en la ciudad de Roma durante tres años. Durante su estancia en Roma entre 1756 y 1759, Louis se enemistó con Charles-Joseph Natoire, director de la Academia Francesa en Roma del que resultó su posterior exclusión de la Academia de Arquitectura y de la participación en la construcción de proyectos reales. Regresó a Francia en 1759. Su obra más destacada fue el Gran Teatro de Burdeos, construido entre 1773 y 1780. Con su impresionante columnata formada por 12 columnas corintias, un elegante vestíbulo neoclásico y la escalera simétrica iluminada por una cúpula de cristal. Este edificio se convirtió en modelo para posteriores construcciones de salas de teatros francesas y fue el prototipo para el Ópera Garnier de París, realizado por el arquitecto Charles Garnier. Entre finales de 1786 y 1789, construyó el Castillo de Bouilh. En 1770 contrajo matrimonio con la pianista y compositora Marie-Emmanuelle Bayon.

## Galería

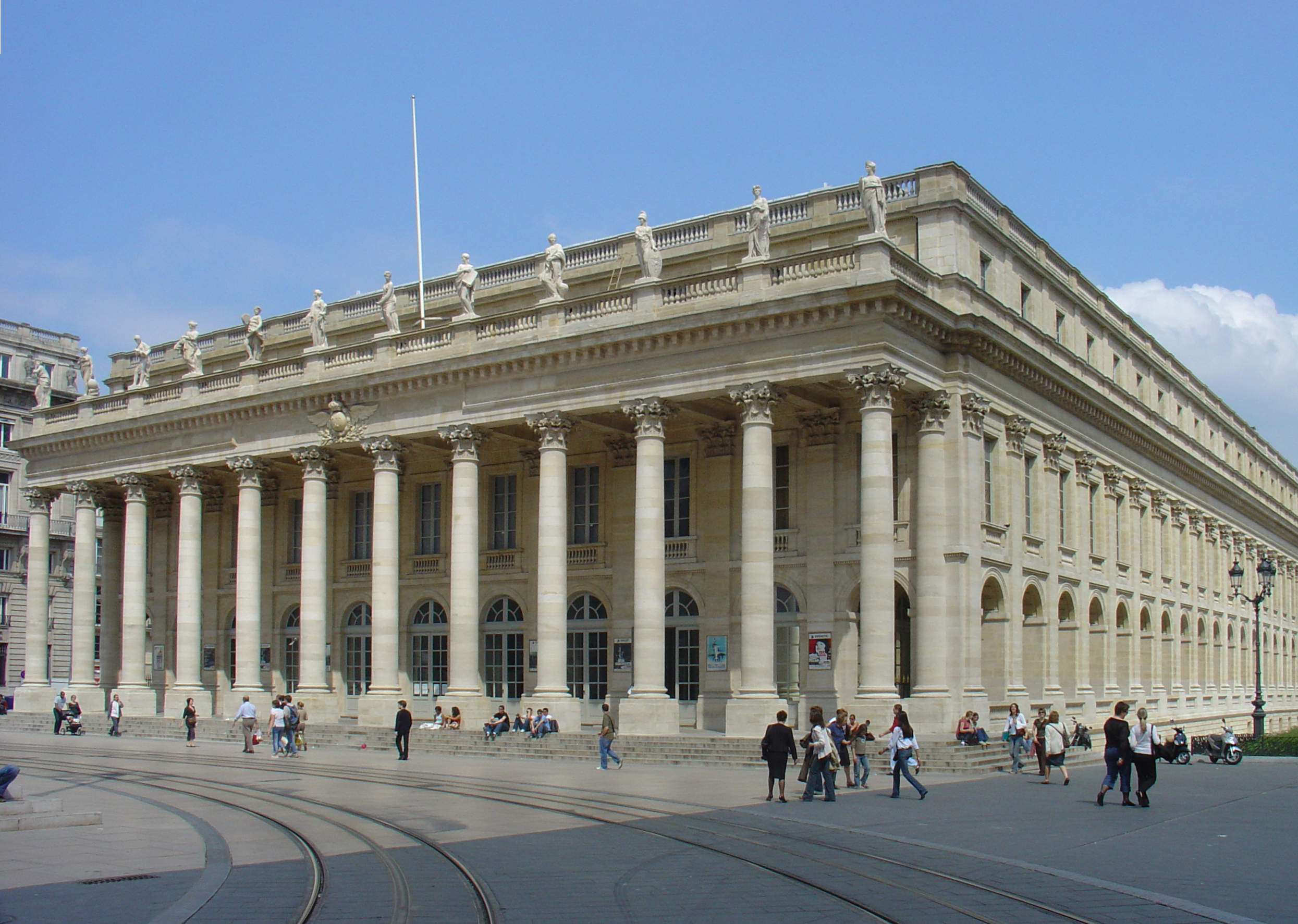
Gran Teatro de Burdeos
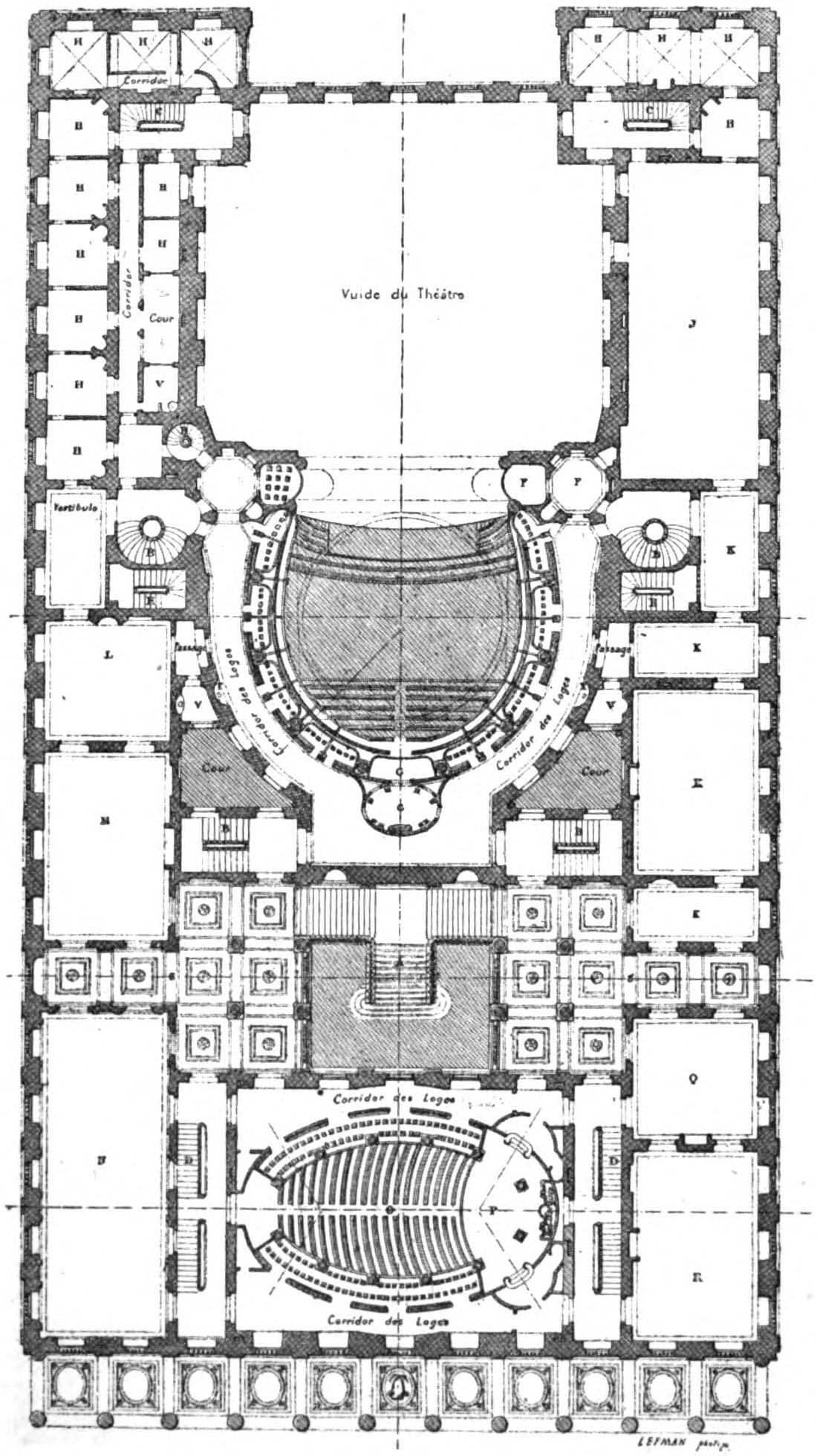
Plan of the Théâtre de Bordeaux (at the level of the second loges)
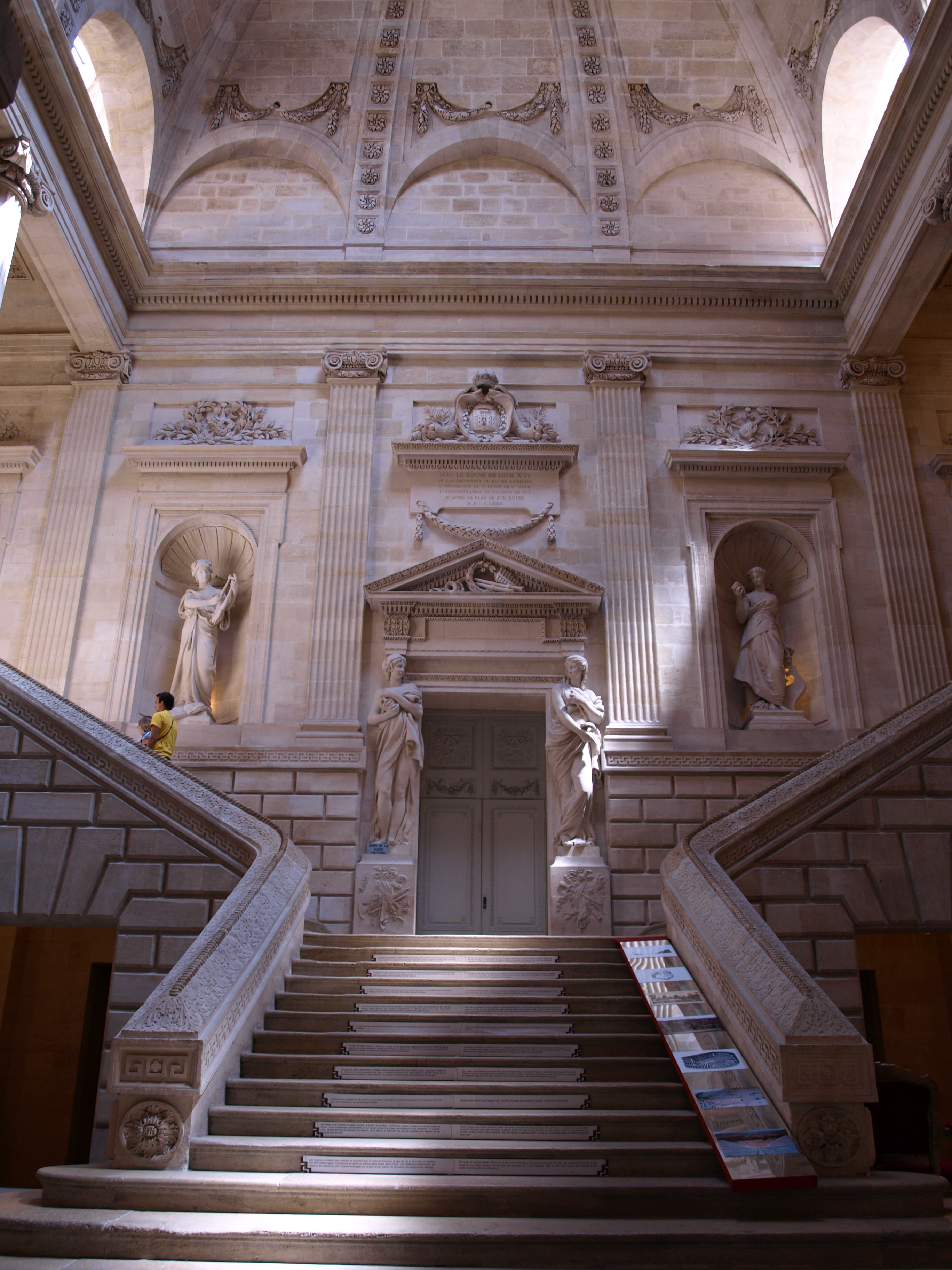
Escalera central del Théâtre de Burdeos
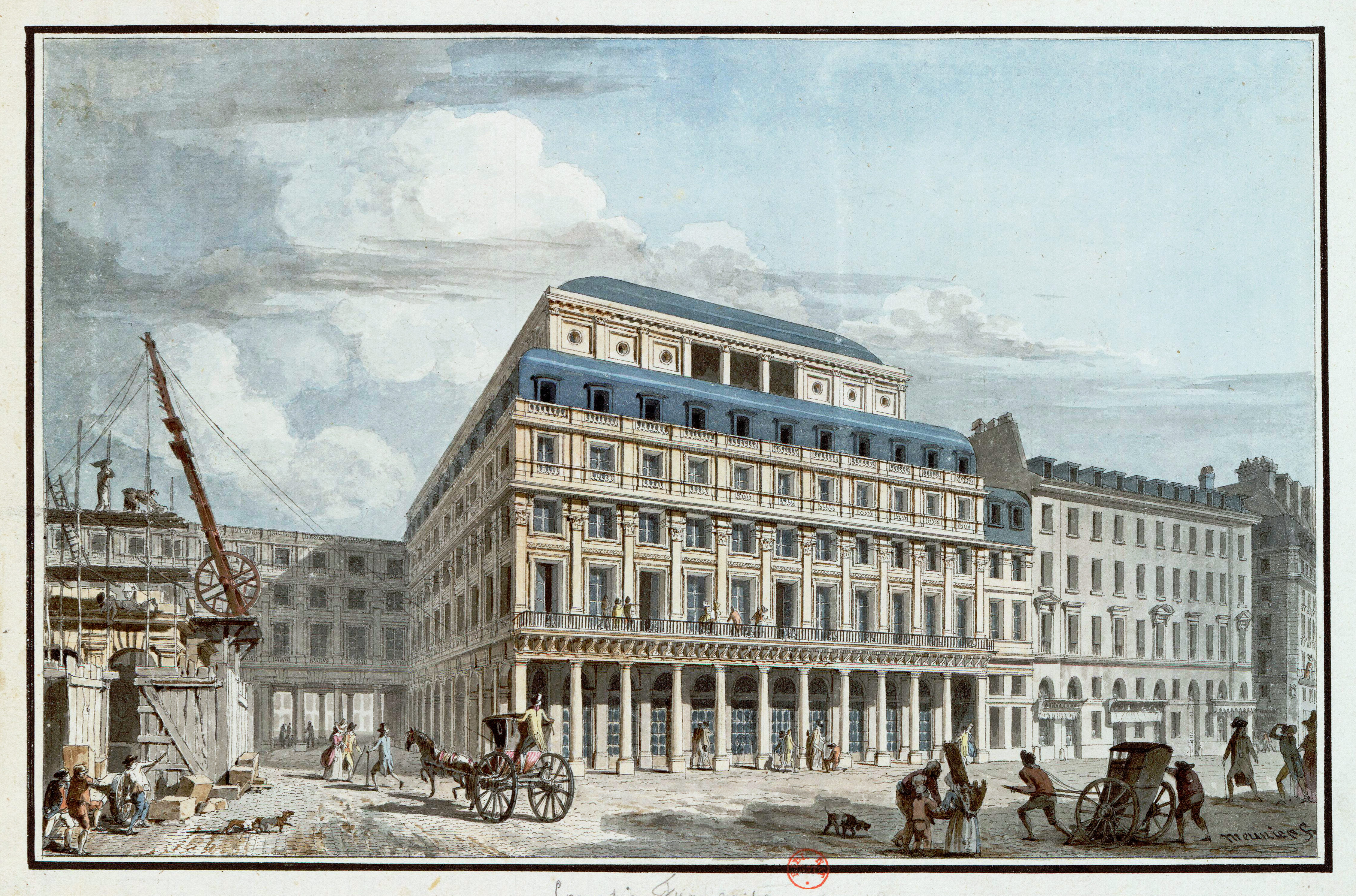
Comédie-Française (según el proyecto de Louis)
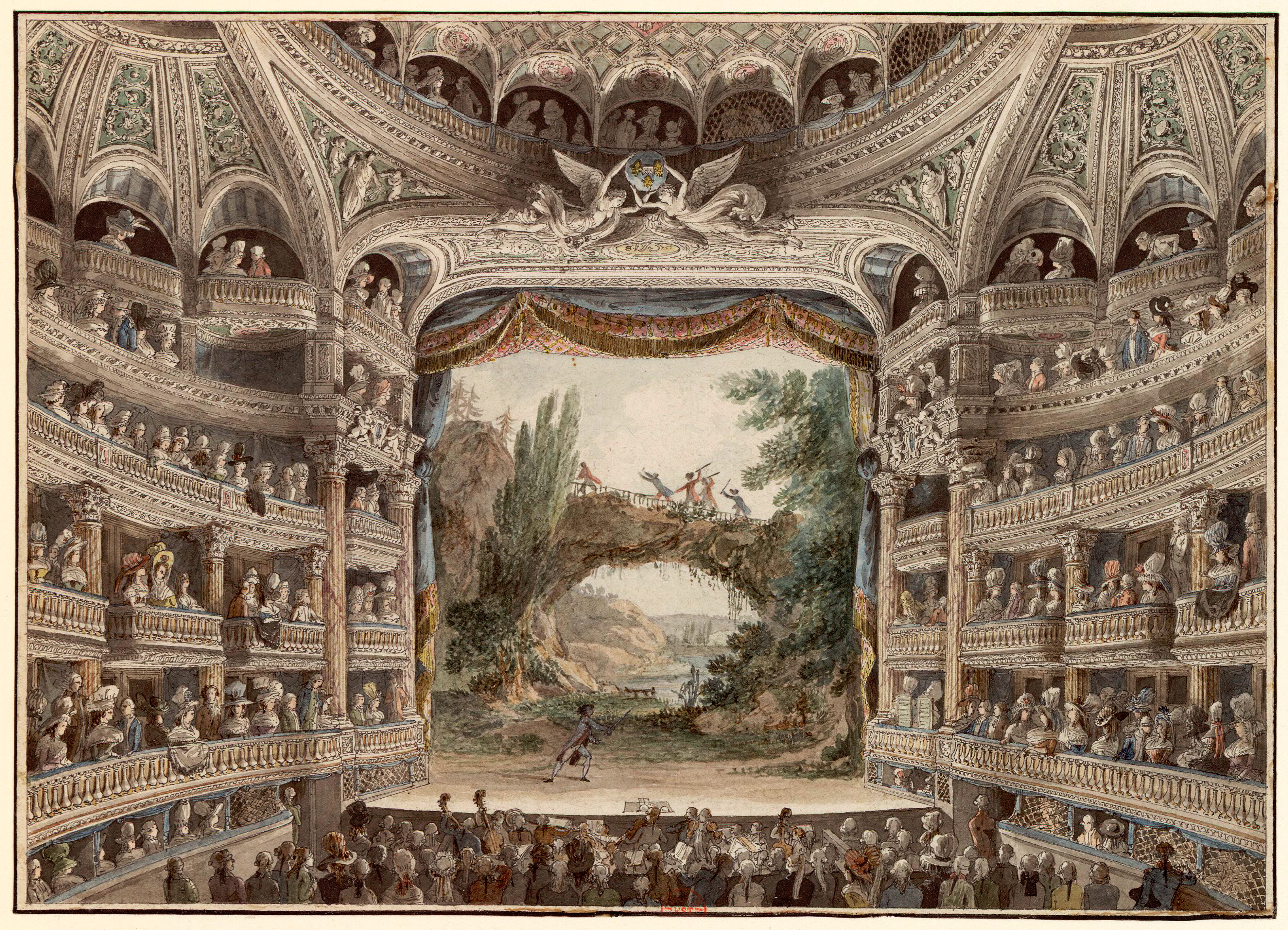
Sala de la Comédie-Française (según el proyecto de Louis)
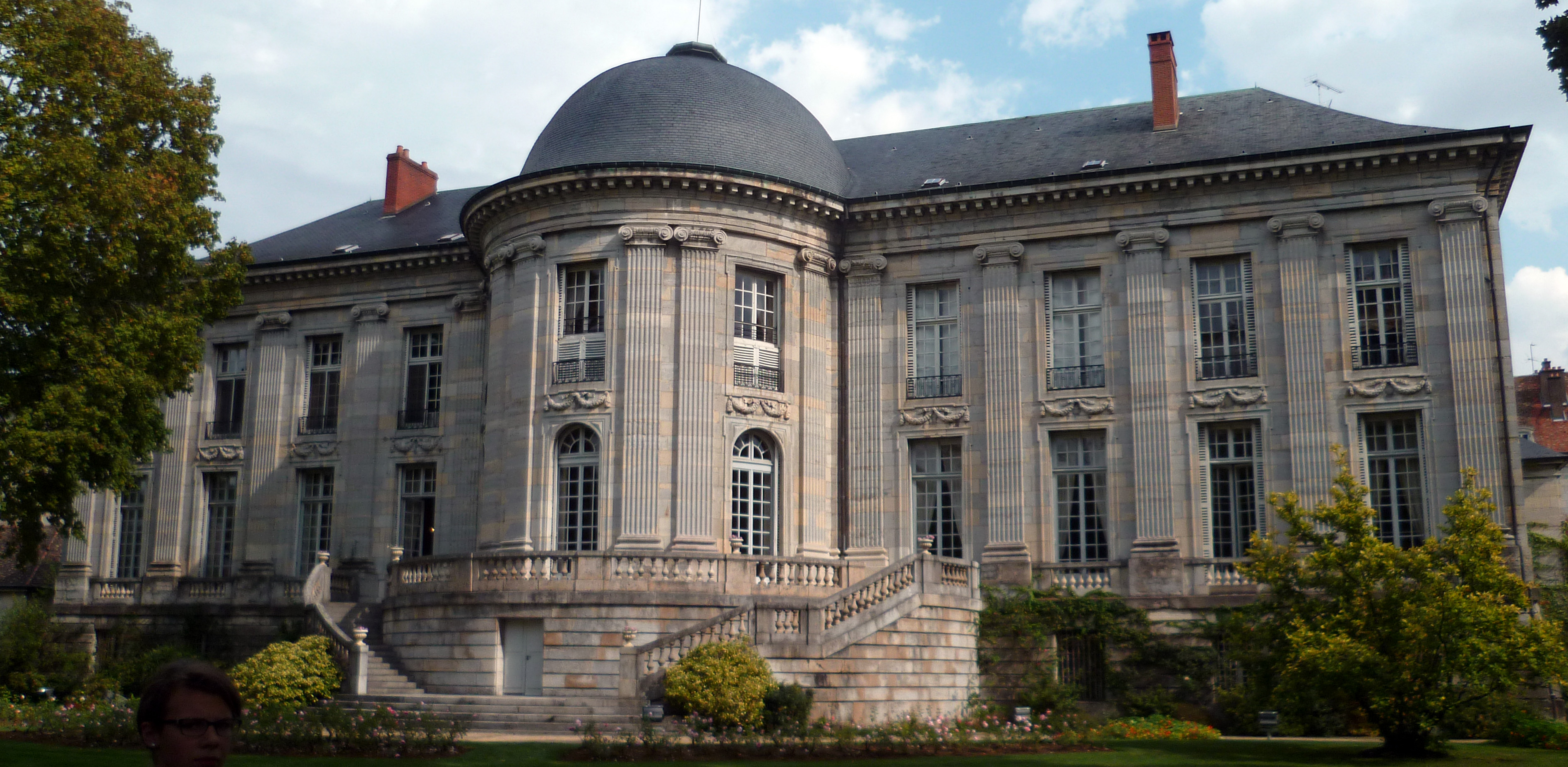
Intendencia, Besançon (fachada de los jardines)
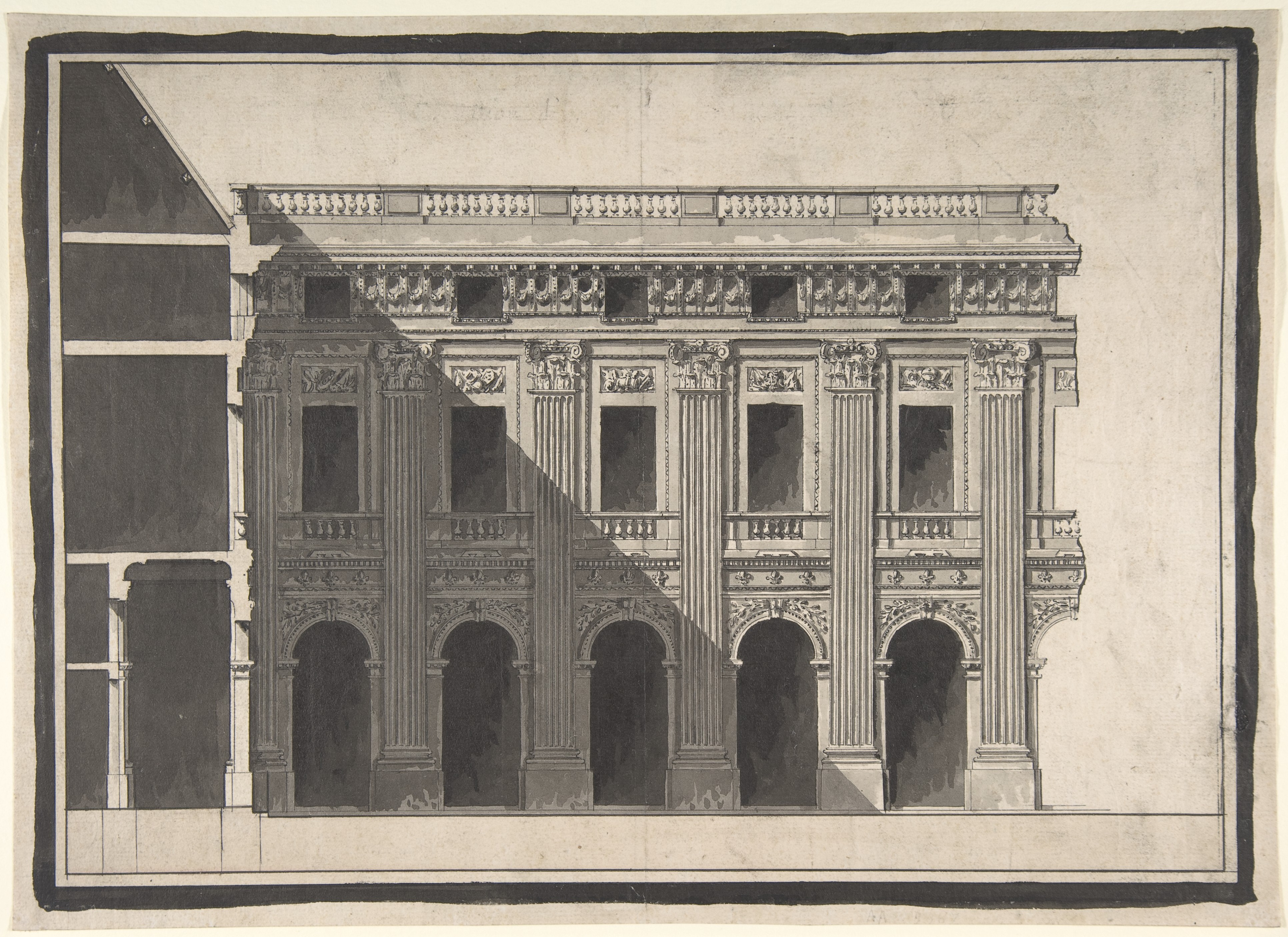
Diseño de las galerías del jardín del Palacio Real
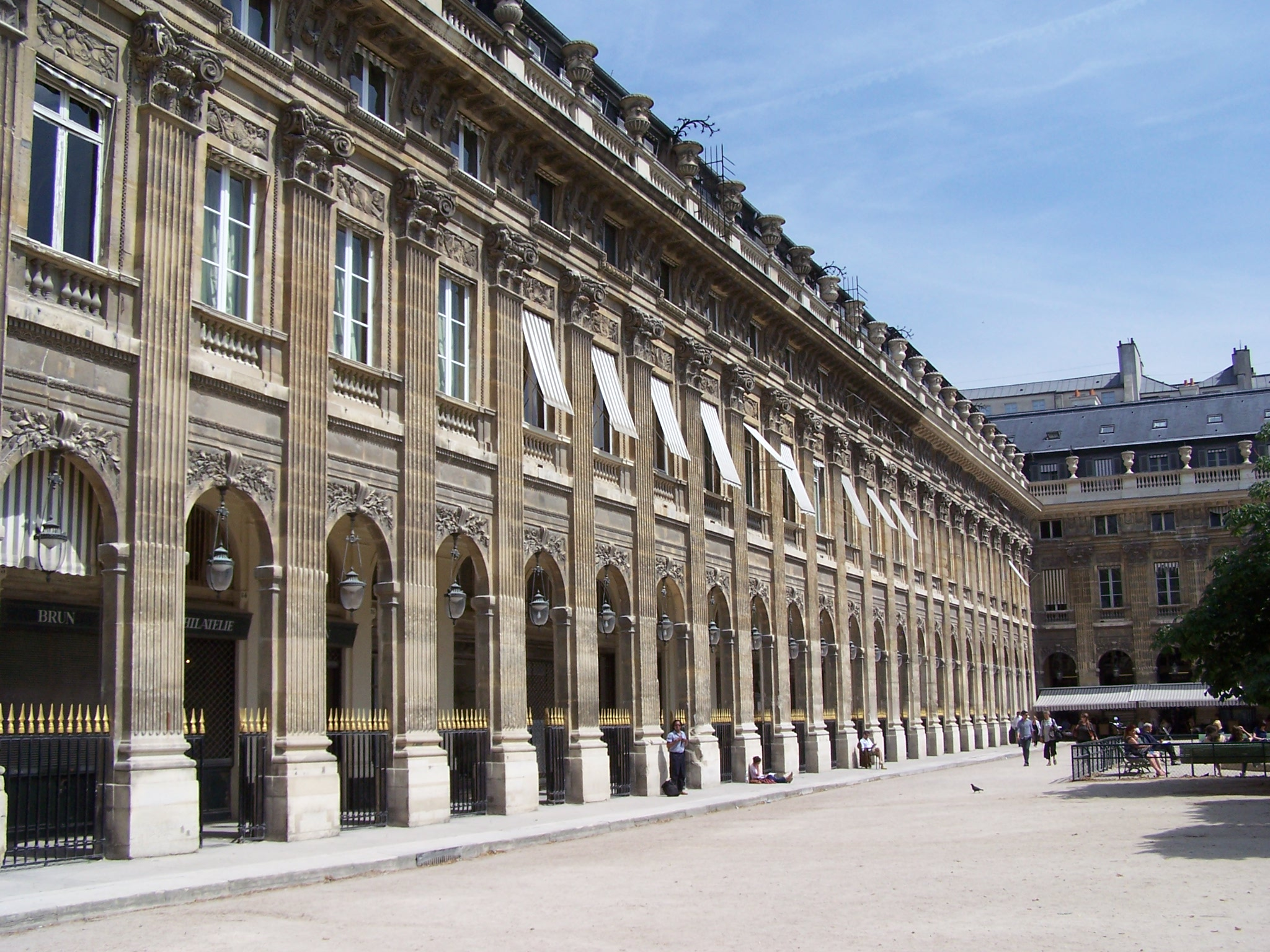
Vista en perspectiva de las galerías del jardín del Palacio Real
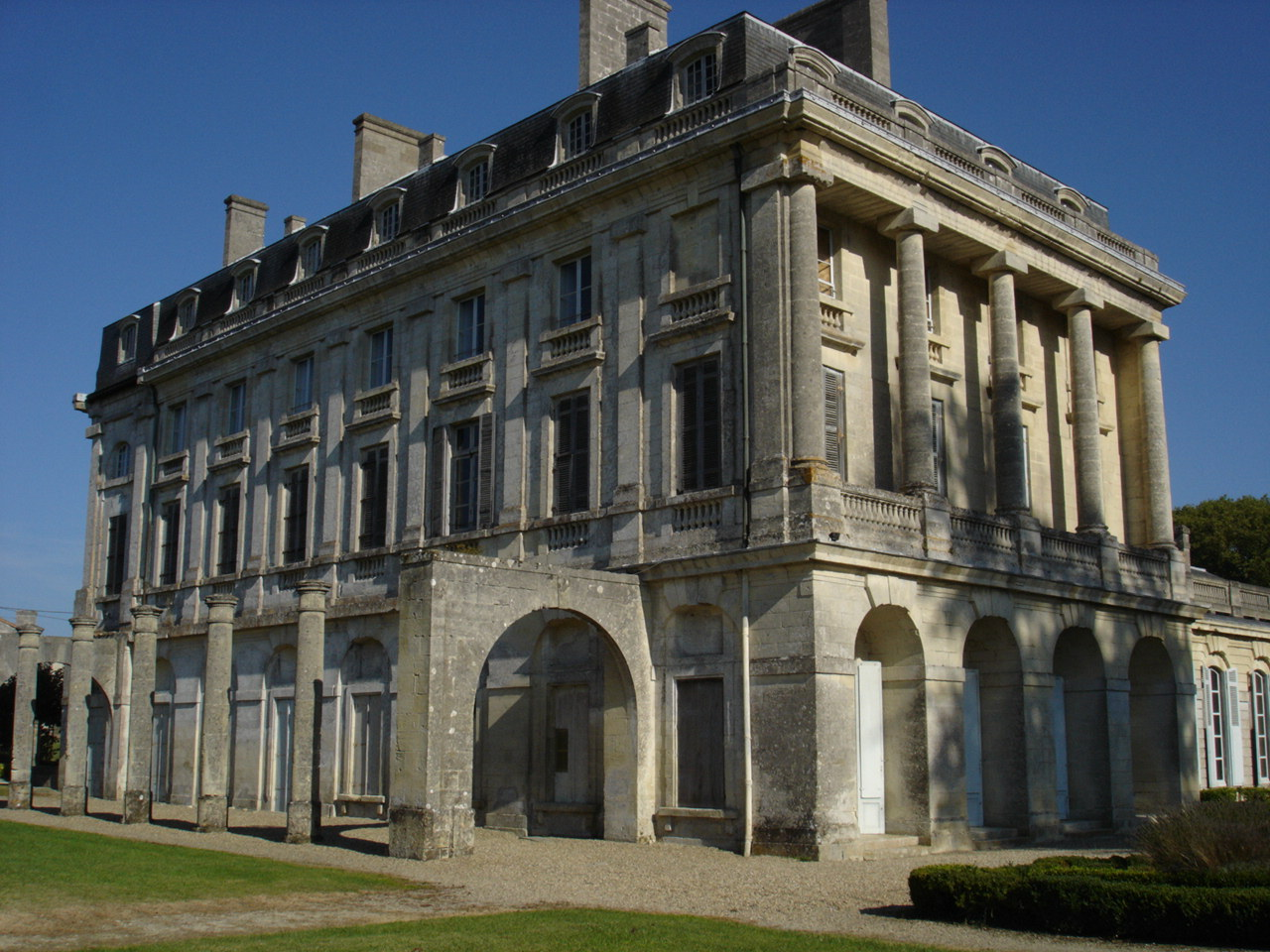
Château de Le Bouilh
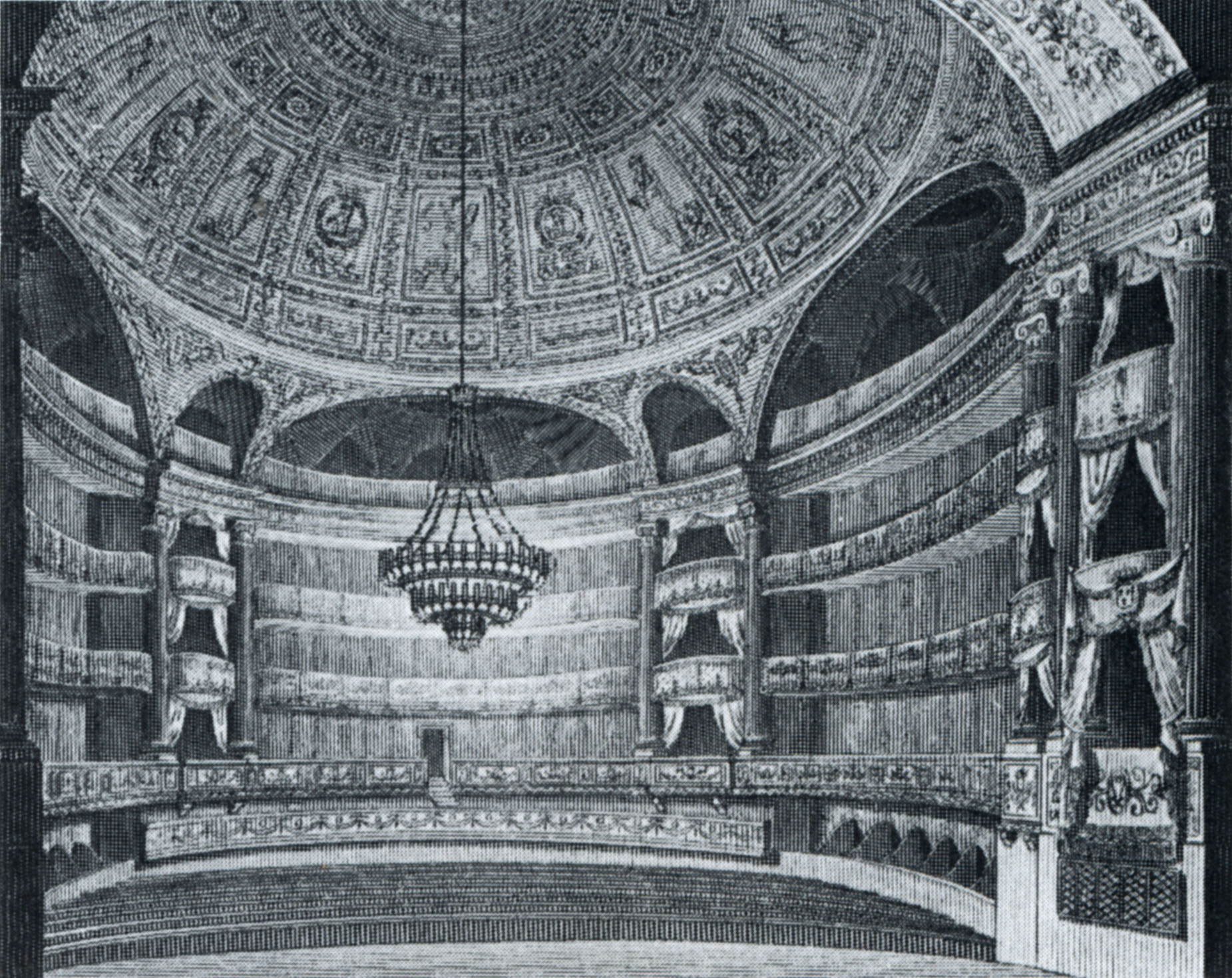
Auditorio del desaparecido Théâtre National de la rue de la Loi